# Sass Pordoi
Der Sass Pordoi (2950 m s.l.m., auch Sas Pordoi oder Sas de Pordoi deutsch Pordoispitze) ist ein plateauförmiger Felsgipfel im Massiv der Sella in den Dolomiten. Er ist mit einer Seilbahn vom Pordoijoch aus erreichbar. An der Bergstation gibt es einen Aussichtspunkt mit Panoramaterrasse und Restaurant. Dort ist auch der Ausgangspunkt für anspruchsvolle Wanderwege und Klettersteige im Sella-Gebiet.

## Die Seilbahn
Die 1962 erbaute Seilbahn Funivia del Sass Pordoi, die 65 Personen in vier Minuten über fast 700 m Höhenunterschied vom Pordoisattel zum Felsplateau auf dem Gipfel befördert, war eine der ersten in den Dolomiten. Sie wurde in den Jahren 1994/95 modernisiert. Das Restaurant an der Bergstation heißt Rifugio Maria nach Maria Piaz (verstorben 1971), der Pionierin des Tourismus am Pordoipass und mit ihrem Sohn Francesco Initiatorin der Seilbahn.

## Aussicht von der Plattform
Die Rundsicht reicht weit über die Dolomitengipfel und umliegenden Täler hinweg auf
- Rosengarten, Seiser Alm und Langkofel im Westen und Nordwesten; bei klarem Wetter sind die österreichisch-italienischen Grenzgipfel des Alpenhauptkamms von den Ötztaler Alpen bis zu den Zillertaler Alpen erkennbar.
- Das Fassatal und die Marmolada liegen im Süden,
- während sich im Osten und Norden die karge Felslandschaft des Sellastocks erstreckt, in der sich bis in den Frühsommer hinein noch große Schneeflächen ausbreiten. Der Piz Boè im Osten ist mit 3152 m der höchste Gipfel des Sellastocks. Er verdeckt die Rundsicht auf die östlichen Dolomitengruppen (Le Tofane, Monte Cristallo, Sorapiss, Monte Pelmo und Civetta), die sich erst bei der Besteigung dieser Felsspitze (ca. 1,5 Stunden) zeigen.

## Wander- und Kletterrouten, Skiabfahrten
Der Berg kann auch durch steile Geröllkare und über Klettersteige zu Fuß bestiegen werden. Der kürzeste Weg von Süden verläuft vom Pordoijoch durch die Pordoischarte unterhalb der Seilbahn, ein weiterer Anstieg von Pian de Schiavaneis durch das Val Lastìès. Von Norden verläuft eine Anstiegsroute vom Grödner Joch durch das Val Setus oder, schwieriger, über den Pisciadù-Klettersteig mit dem Zwischenziel Pisciadùhütte quer über die Sella. Der Anstieg von Kolfuschg durch das Geröllkar des Mittagstals ist stellenweise 45° steil und wird kaum begangen; nur vereinzelte Mountainbiker haben bisher eine Abfahrt gewagt.
Die Seilbahn erspart diese schwierigen und mühsamen Aufstiege, so dass sich die meisten Besucher auf die vergleichsweise einfache Besteigung des Piz Boè konzentrieren.
In der Wintersaison ist die Pordoischarte eine beliebte schwierige Abfahrt für geübte Skifahrer. Zwei weitere unbewachte und unbeschilderte Skiabfahrten durch das Val Lastìes und das Mittagstal empfiehlt der örtliche Touristenverband indes nur mit Bergführer bei sehr guten Schneeverhältnissen und sicherem Wetter.

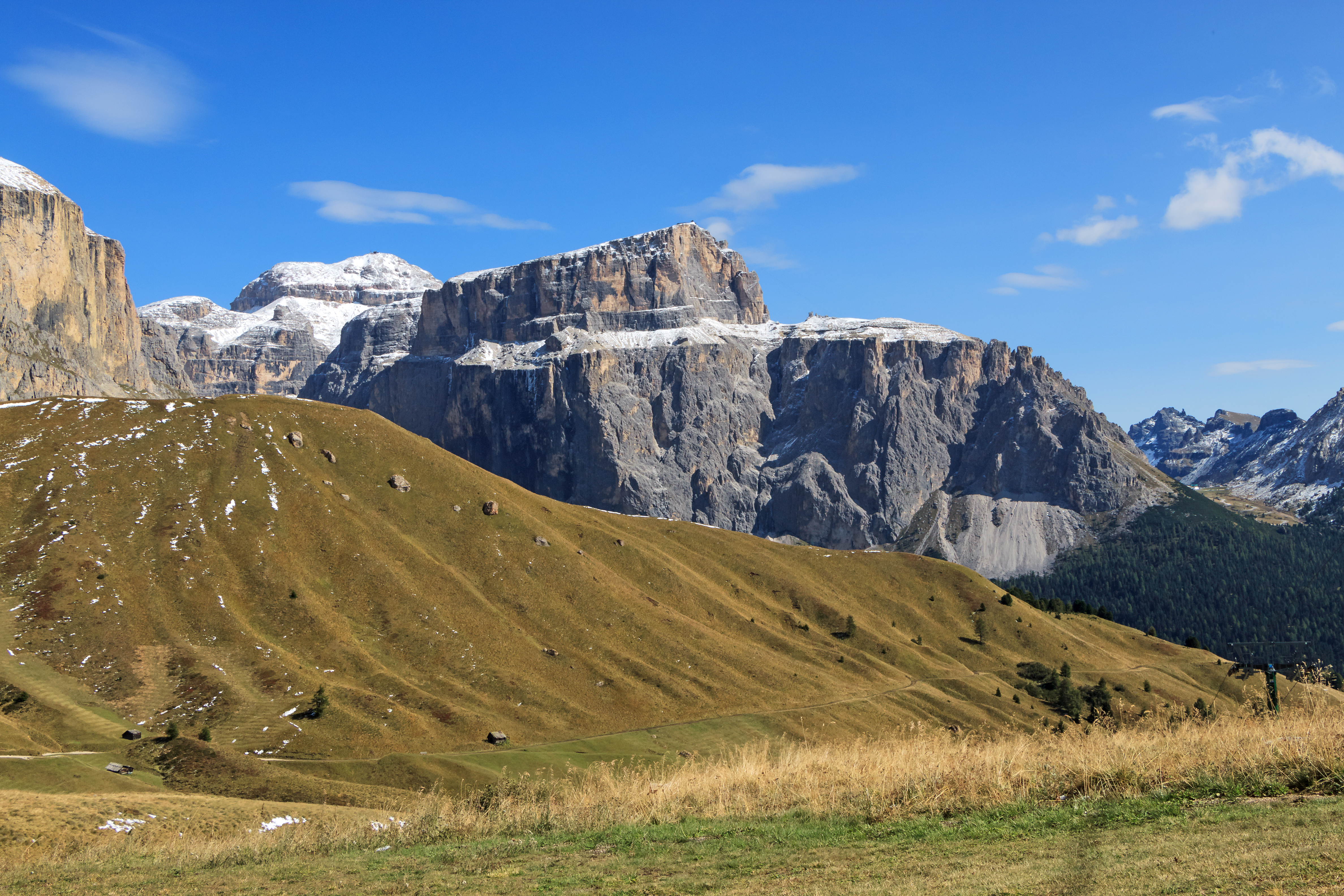
Blick vom Sellapass auf die Pordoi Westwand

Wegen des kurzen Zustieges von der Passstraße bzw. von der Seilbahngipfelstation ist die Pordoispitze auch einer der beliebtesten Kletterberge der Sellagruppe. Geklettert wird vor allem an der 300 m hohen Südwand und der 800 m hohen West- und Nordwestwand. Südseitig werden die von Tita Piaz erstbegangenen Touren Südkante (Mariakante) und Südpfeiler (Piazkante) sehr häufig wiederholt. 1932 wurde von Piaz die Mariakante (IV+) mit V.Dezulian erstbegangen und 1933 die Piazkante (V+ A0 oder VI bei freier Kletterei) mit F.Piaz, S. del Torso und S.Springorum. Durch die Westwand bzw. die Nordwestwand führen der lange Klassiker von Angelo Dibona (V-), erstbegangen 1910 mit Luigi Rizzi und den Kunden G. und M.Mayer sowie die Fedele (IV+), erstbegangen 1929 von Bernhard Fedele und Giorgio Masè Dari. Die direkt neben der Fedele liegende Via Niagara von Heinz Mariacher und Luisa Iovane (VI+) aus dem Jahre 1978 wird in der Presse häufiger erwähnt, war sie doch die letzte der fünf von Thomas Bubendorfer aneinandergereihten Solobegehungen großer Dolomitenwände.

## Sonstiges
Der kanadisch-US-amerikanische Extremskifahrer und Basejumper Shane McConkey verunglückte am 26. März 2009 bei einem Absturz über die Westseite des Berges im Bereich des Val Lastiès tödlich. Gemeinsam mit seinem Begleiter J. T. Holmes plante er einen Ski-Basejump mit anschließendem Wingsuit-Flug, geriet während des Falls jedoch ins Trudeln, da sich sein linker Ski nicht löste, und konnte seinen Fallschirm nicht mehr rechtzeitig auslösen.